# Himalcoelotes martensi
Himalcoelotes martensi is een spinnensoort in de taxonomische indeling van de nachtkaardespinnen (Amaurobiidae).
Het dier behoort tot het geslacht Himalcoelotes. De wetenschappelijke naam van de soort werd voor het eerst geldig gepubliceerd in 2002 door Jia-Fu Wang.